# Gandai
Gandai är en ort i Indien.   Den ligger i distriktet Rāj Nāndgaon och delstaten Chhattisgarh, i den centrala delen av landet, 900 km söder om huvudstaden New Delhi. Gandai ligger 327 meter över havet och antalet invånare är 12 475.
Terrängen runt Gandai är platt. Runt Gandai är det ganska tätbefolkat, med 104 invånare per kvadratkilometer. Gandai är det största samhället i trakten. Trakten runt Gandai består till största delen av jordbruksmark.